# Diecezja Ambikapur
Diecezja Ambikapur (łac. Diœcesis Ambikapurensis) – diecezja rzymskokatolicka w Indiach. Została utworzona w 1977 w wyniku podziału diecezji Raigarh–Ambikapur.

## Główne świątynie
- Katedra: Katedra Matki Bożej Niepokalanej w Ambikapur

## Biskupi diecezjalni
- Philip Ekka SJ (1977 - 1984)
- Paschal Topno SJ (1985 - 1994)
- Patras Minj SJ (1996 - 2021)
- Antonis Bara (od 2022)